# Остриковац
Остриковац је насеље у Србији у општини Ћуприја у Поморавском округу. Остриковац се налази између три града: Јагодине, Ћуприје и Параћина. Најближе је Ћуприји од које је удаљео 8 км. Налази се на надморској висини од 120 m. Укупна површина Остриковачког атара је 684,83 хектара. Према попису из 2022. било је 421 становника.

## Назив
Остриоквац је добио име по трави острик.

## Настанак села
У поднижију планине Јухор, поред пута Гиље-Варварин, недалеко од реке Велике Мораве, налази се село.
„На данашњем простору до 1953 Остриковац је био посебно село, Равново посебно село када и засеок Андовица. За ове три засебне целине заједнчка је била Остриковачка општина”.
Тек 1953. године у саставу Остриковца улазе село Равново и засеок Андровица. Ова припајање није ишло лако, јер становници Равнова и Андовице пружали жесток отпор. Било је ту од стране ондашње власти „поткупљивања” гласачаза јединствено село у виду доделе одређених парцела обрадиве земље, што је на крају и успело, а делови земље звани „исићи”и данас говоре о том времену. Страновници села Остриковца си и пре Другог светског рата имали претензија на територије Равнова и Андоревице и зато су били у сталном сукобу (понекада и веома озбиљног), са Равновцима и Мајурцима око Андровице. Колико су сукоби Остриковчана и Равновчана били озбиљни када су у питању границе ова два села говори податак да је морао да у том сукобу интервенше чак и поглавар Среза Беличког. то може видети најбоље из следећег документа: Извршним решењем поглавара Среза Беличког Богдана Недељковића бр.16231 од 1. јуна 1927. година решеним у Јагодини одрећују се чраничне линије између атара села Равнова и атара села Остриковца. Пуномоћник села Равнова, Општине Остриковачке био је Сава Алексић из Равнова по потврђеном пуномоћју бр. 13718/25 год. својом молбом бр. 1279 поднетој 17. јануара т.г. где тражи од среске власти, да она у смислу чл. 11 Закона о општинама, одреди привремене границе атара између Равнова које је указом од 11. априла 1925. године К.У. бр.13962 проглашено за село и села Остриковца, да се не би десили између грађана наведених села немили сукоби. Помоћник села Остриковца у овом спору био је Атанско Николић из Остриковца, по пуномоћју бр. 1371/25 год. Исти су код Среске власти под бр. 16230 и 16231 изјавули да су у споразуму са својим грађанима одредили границе између атара села Равнова и села Остриковца према конфигурацији земљишта, потоцима, јавним путевима, рекама и истакнутим местима и то: Од железничког моста на јужној страни јовачке железичке станице, граница почиње уз поток у мушу Јовачку, западно до окружног пута. Од те течке линија иде северно окружним путем до имања куће Димитрија Станојевића из Остриквца, затим иде пут западно и пролази између кућа Сретена Сранојевића из Остиковца и куће Милутина Митића из Равнова од потока „баба-Ђурђиног”. Одатле граница иде сеоском путе северо-западно право на „Трешевину”, затим „Ђинђин прелаз”, а одатле истим путем на „винограде” до пута мајурског. Затим иде северни мајурским путем до између кућа: Саве Миленковића из Равнова и куће Живојина Петровића из Остриковца па сеоским путем између шљивара Љубимира Алексића из Остриковца и Милана Боградовића из Равнова, затим путањом преко „пољане и појила” до потока мајурског . Пољана се дели на два дела, једн Остриковац, а други Равнову, с тим да појило користе оба села. Ос појила иде граница северо-источно право низ мајурски поток до железничке пруге. Затим преко пруге, источно, у кућиште Томе Стојановича из Равнова, затим право путањом у „старо моравиште-бару”. Граница иде све низ „старо моравиште”, северно до врбака Љубомир Алексића из Остриковац, путем низ „Бару-шугавцу”, одатле све путем на „баваниште” Андреје Мијајловића из Мијатовца, одатле све путем пољским до мијатовачке муше и главног друма, цариградског. Цело поље „Церница” преко Мораве, затим „Селиште” и „Стари кључ” уз Јовачку мушу припада атару села Равнова. Одсечени део „Ада”, раниеј звано „Прилеп” које припада општини Остриковачкој, а које сада ужива држава, јужна страна припада атару села Равнова, а северна страна атару села Остриковац. Дуго је трајао спор између Остриковца и Мајура око засеока Андровице. И једно и друго село полагала су право на Андровицу с обзиром да има је она била у непосредној близини. Спор је престао тек после припајања Андовице Остриковцу.

## Остриковац, Равново и Андровица-Некада

### Остриковац
ОСТРИКОВАЦ је добио име по трави острику, а сматра се да је настао од равновачких појата ("трла", колиба), која је расељавањем и насељавањем порасло, умножило се и тако постало село. По незнатном броју старинаца новијег је порекла. Тридесетих година двадесетог века остриковац је имао 70 кућа, 11 родова и 400 становника. Село је смештено тачно између горњег Јовца, Равнова и Андровице. Већина кућа била је на страни окренутој североистоку, а мањи уравници и поред железничке пруге. Кроз село протичу „Митачки поток” и „Божинац”, који чине триковачки поток. Пије се бунарска и изворска вода) Главни извори су Јовандилски кладенац (у потоку „Божинац”), Митачки кладенац (У итачком потоку) и Косицки кладенац. Њиве и ливаде су у равници на местима: „Поток”, „Прилеп”, „Церница”, „Острво”, „Старе њиве” и „Црна бара". Шуме и пашњаци су у странама и по брдима на местима „Угљарница”, „Андровица”, „Горње брдо” и „Равница” (Рамница). Село је подељено на Горњу малу и Доњу малу. Горња мала је у брду и у страни, а доња мала је у равници. У Горњој мали живеле су фамилије: Павла Митровића, Милете Милошевића, Душана Голубовића, Димитрија Станојевића, Стојадина Станојловића, Светозара Станојловића, Милије Стојановића, Гвоздена Љубисављевића, Љубисављевића, Славише Митаковића, Живојина Милорада Станојевића,Станимира  Станојевића, Милутина Симића, Живојина Радосављевића, Радивоја Николића, Атанаска Николића, Чедомира Танића, Радосава Стојадиновића, Светомира Николића, Милорада Симића, Мирче Милосављевића, Миленка Ракића, Борисава Николића, Данила Николића, Милуна Јанићијевића, Владимира Станојевића, Милана Стојановића, Владимира Николића, Данила Миладиновића, Сретена Станојевића, Николе Николића, Живана Ракића, Милоша Савића, Аврама Ракића, Жике Живановића, Живојина Николића, Саве Миладиновића, Димитрија Миладиновића, Милана Миладиновића, Милије Алексића, Владимира Рашића, Божидара Алексића, Миладина Нешића, Миладина Петровића, Раденковић Ђорђе, Митић Душан, Алексић Љубомира, Стојановић Владимир, Милована Миладиновића, Станојловић Живојина, Богдана Станојевића. У Доњој мали живеле су фамилије: Лазара Миладиновића, Живојина Миладиновића, Радојка Николића, Велисава Марковића, Милетић Живојина, Давида Милановића, Андреје Митића, Милутина Митића, Василија Миленковића, Велимира Ристића, Драгољуба Видановића, Драгана Милићевића и Руже Верине. Сеоска слава је други дан „Тројца”. Заветине су: „Задушни понедељак”(за здравље деце), „Вртолома" (св. Вартоломеј) за винограде (да их „хала” не убије), дан 2. априла по н.к. за здравље стоке. Гробље је у брегу више села. Најстарији писани надгробни "белег" је из 1832. године (по Ст. Мијатовићу).

### Равново
РАВНОВО (Рамново) је према предању настало после спаљивања Равна (Ћуприја) 1413 године, када је један број становништва, бежећи испред Турака, прешао на леву обалу Мораве и у подножју Јухора основао насеље. Била је то нека врста засеока, сеоцета које се звало Равново. Од Ћуприје је било удаљено 2 km, а од Велике Мораве неколико стотина метара. Најближа села су му Остриковац, Горњи Јовац и Андровица. Места у сеоском атару зову се: „Стари кључ”, „ Доње Новине”, „Селиште”, „Равновско брдо” и „Була”. Пије се искључиво бунарска вода. Бунари су обично дубоки до 6 метара. Због поплава село је измештано. Некада је било на месту званом „Старо село ”(„Селиште”). Из старог села („Селишта”) село се преместило на данашњу локацију 1853. године Равново је било сиромашно, јер га је Морава плаивла и уништавала најбоље делове обрадиве земље. Тридесетих година двадесетог века имало је 53 куће, 13 родова и 200 становника. Сеоска слава (литиia) ie „Ђурђевдан”, а заветине су „Задушни понедељак” за здравље деце, „Вртолома ” (св. Вртоломеј) за винограде. Заветине су биле исте као и у Остриковцу. Старо гробље је у Старом селу („Селиште”, а ново на брду „Ђула”. Старо гробље је премештен на брдо „Ђула” због честих поплава.

### Андровица
АНДРОВИЦА („АНДРЕВИЦА” „АНДРЕЈЕВИЦА”) овај заселак је на крајњој северо - источној падини Јухорског венца, на десној страни железничке пруге, Мајурског и Андровачког потока. Било је кућа у потоку и између пута и железничке пруге. У потоку је било 9 кућа, а 7 су испод брда и поред пута. Заселак је постао у првој половини 19 века насељаван из села Мајура, Остриковца и Равнова. Пила се изворска и бунарска вода, Атар андровички је у атару села Остриковца и Мајура. Име је добило по (Андри (Андреји)) који се ту први населио са 1000 оваца.Тридесетих година двадесетог века Андровица има 16 кућа, 5 родова и 65 становника. Сеоске слава заветине су исто као и у Остриковцу Пола засеока сахрањује мртве у новом Равновачком, а пола у Мајурском гробљу.

## Историја
До Другог српског устанка Остриковац се налазио у саставу Османског царства. Након Другог српског устанка Остриковац улази у састав Кнежевине Србије и административно је припадао Јагодинској нахији и Темнићској кнежини све до 1834. године када је Србија подељена на сердарства.

## Демографија
У насељу Остриковац живи 480 пунолетних становника, а просечна старост становништва износи 44,0 година (41,7 код мушкараца и 46,3 код жена). У насељу има 198 домаћинстава, а просечан број чланова по домаћинству је 2,90.
Ово насеље је великим делом насељено Србима (према попису из 2002. године), а у последња три пописа, примећен је пад у броју становника.
|  |

| Демографија | Демографија | Демографија |
| Година      | Становника  | Становника  |
| ----------- | ----------- | ----------- |
| 1948.       | 838         |             |
| 1953.       | 963         |             |
| 1961.       | 906         |             |
| 1971.       | 852         |             |
| 1981.       | 746         |             |
| 1991.       | 697         | 661         |
| 2002.       | 574         | 611         |

| Етнички састав према попису из 2002.‍ | Етнички састав према попису из 2002.‍ | Етнички састав према попису из 2002.‍ | Етнички састав према попису из 2002.‍ | Етнички састав према попису из 2002.‍ |
| ------------------------------------ | ------------------------------------ | ------------------------------------ | ------------------------------------ | ------------------------------------ |
|                                      |                                      |                                      |                                      |                                      |
| Срби                                 | Срби                                 |                                      | 558                                  | 97,21%                               |
| Македонци                            | Македонци                            |                                      | 4                                    | 0,69%                                |
| Црногорци                            | Црногорци                            |                                      | 3                                    | 0,52%                                |
| непознато                            | непознато                            |                                      | 9                                    | 1,56%                                |

| Остриковац у пописима Јагодинске нахије — од 1818. до 1829.                       |       |       |       |       |       |       |          |       |       |       |       |       |
| Година пописа                                                                     | 1818. | 1819. | 1820. | 1821. | 1822. | 1823. | 1824/25. | 1825. | 1826. | 1827. | 1828. | 1829. |
| Куће                                                                              | 37    | 40    | 40    | 38    | 40    | 60    | 43       | 42    | 44    | 42    | 41    | 40    |
| Пореске главе*                                                                    | -     | 46    | 47    | 46    | 47    | 49    | 49       | 47    | 43    | 41    | 42    | 41    |
| Арачке главе**                                                                    | 81    | 91    | 87    | 90    | 86    | 87    | 92       | 88    | 89    | 92    | 97    | 97    |
| *Пореске главе = Ожењени мушкарци \| ** Арачке главе = Мушкарци од 7 до 70 година |       |       |       |       |       |       |          |       |       |       |       |       |

| Година пописа     | 1948. | 1953. | 1961. | 1971. | 1981. | 1991. | 2002. |
| ----------------- | ----- | ----- | ----- | ----- | ----- | ----- | ----- |
| Број домаћинстава | 159   | 192   | 217   | 233   | 214   | 201   | 198   |

| Број чланова      | 1  | 2  | 3  | 4  | 5  | 6  | 7 | 8 | 9 | 10 и више | Просек |
| ----------------- | -- | -- | -- | -- | -- | -- | - | - | - | --------- | ------ |
| Број домаћинстава | 50 | 47 | 34 | 29 | 21 | 12 | 5 | 0 | 0 | 0         | 2,90   |

| Пол    | Укупно | Неожењен/Неудата | Ожењен/Удата | Удовац/Удовица | Разведен/Разведена | Непознато |
| ------ | ------ | ---------------- | ------------ | -------------- | ------------------ | --------- |
| Мушки  | 247    | 64               | 157          | 18             | 8                  | 0         |
| Женски | 255    | 36               | 157          | 59             | 3                  | 0         |
| УКУПНО | 502    | 100              | 314          | 77             | 11                 | 0         |

| Пол    | Укупно                    | Пољопривреда, лов и шумарство | Рибарство                            | Вађење руде и камена | Прерађивачка индустрија       |
| ------ | ------------------------- | ----------------------------- | ------------------------------------ | -------------------- | ----------------------------- |
| Мушки  | 120                       | 11                            | 0                                    | 0                    | 70                            |
| Женски | 99                        | 62                            | 0                                    | 0                    | 19                            |
| УКУПНО | 219                       | 73                            | 0                                    | 0                    | 89                            |
| Пол    | Производња и снабдевање   | Грађевинарство                | Трговина                             | Хотели и ресторани   | Саобраћај, складиштење и везе |
| Мушки  | 3                         | 4                             | 10                                   | 1                    | 3                             |
| Женски | 0                         | 0                             | 4                                    | 0                    | 1                             |
| УКУПНО | 3                         | 4                             | 14                                   | 1                    | 4                             |
| Пол    | Финансијско посредовање   | Некретнине                    | Државна управа и одбрана             | Образовање           | Здравствени и социјални рад   |
| Мушки  | 0                         | 0                             | 2                                    | 0                    | 5                             |
| Женски | 0                         | 0                             | 1                                    | 3                    | 7                             |
| УКУПНО | 0                         | 0                             | 3                                    | 3                    | 12                            |
| Пол    | Остале услужне активности | Приватна домаћинства          | Екстериторијалне организације и тела | Непознато            | Непознато                     |
| Мушки  | 0                         | 0                             | 0                                    | 11                   | 11                            |
| Женски | 0                         | 0                             | 0                                    | 2                    | 2                             |
| УКУПНО | 0                         | 0                             | 0                                    | 13                   | 13                            |

## Саобраћај
Кроз село прилази асфалтиран пут Гиље - Варварин. Улице у селу насипане су каменом (ризлом), док су полјки путеви наспани шлјунком. Крајем 50-тих годинапутеви су насипани кулучењем, касније су послови насипања прешли у надлежнест Месне заједнице. На оцој деоници саобраћа доста возила: аутобуси, аутомобили, камиони, трактори, коњска запрега, мотокултиватори и комбајни (за време жетве).

## Рељеф, Земљиште, Клима
Атар Остриковца граничи се са атарима Доњег и Горњег Мајура, Мијатовца и Јовца и на том подручију је разноврстан. Земљиште које се налази између села и Велике Мораве, изузев појединих делова, је веома плодно (прва и друга) класа и по квалитету скоро одговара землјишту у Војводини. Брда изнад села су углавном засађена видоградимаи воћнацима, а остатак чине шуме. Клима је умерено-континентална. Место нема најповољнији распоред падавина у току године. просечна годишња температурамесечно износи 13 °C. Максималне температуре у току лета достижу и +40 °C, а зими достижу до -20 °C. У току лета, после великих врућина и спарина, долази до невремена, праћеним јаким пљусковима, олујом и градом. Обилне падавине кише понекад изазову и изливање потока који у свом доњем току плави домаћинства и баште. јесен је последњих година често блага и представља тзб. „михољско лето”. Просечна годишња влажност је око 72%. Хидрографску карактеристику остриковачког атара чини Велика Морава која протиче у блитини села (удаљеност око 1 км.) и поток „Божинац” који протиче кроз село (последњиг година готово да је пресушио). Има и малих извора ко што су Јовачки кладенац, Митачки кладенац и Ћосицки кладенац. За снабдевање пијаћом водом користе се углавном хидрофори (мада још увек постоје бунари и ручне пумпе). Раније се вода могла добити на дубини од 5 м, а сада је то знатно дубље чак до 14 м. Један део села до Дома културе, према Доњем Мајуру, у последњих пет година потпуно је „игубио” воду, што је последица исправљања тока Велике Мораве код Багрдана. Од ветрова најчешће дувају кошава и северац. Итензитет кошаве понекад може бити такав да чупа дрвеће из корена и носи црепове са кућа. зља време снежних дана ови ветрови праве високе наносе (цметове) и тада су путеви скоро непроходни.

## Биљни свет
Воћне врсе: шљива (ранка, пожегача, белаш), јабука, крушка, дуња, трешња, мушмула, бресква (праска), вишња, кајсија, орах, дуд.
Јагодичасто воће: јагода, малина, робозла. У шире смислу овде спада и винова лоза калемљени хибрид, јер је овај крај познат по виногорју и квалитетном вину. Најпознатија вина су „Ружица” и „Јовачко црно”.
Шумско дрвеће и шибље: багрем, брест, врба, буква, топола, глог, дрен, клен, кисело дрво, зова (базова), јасен, храст, граница, цер, граб, бељик и у новије време бор и јела. од шибља посебно се истичу: купина, шипак, трњина, дрењина и др.
Њивске биљке: пшеница, кукуруз, пасуљ, кромпир, јечам, овас, грашак, луцерка, шећерна и сточна репа. Раније су сејали лан и конопља.
Повртарсе биљке: пасуљ, грашак, кромпир, парадајз, паприка, купус, першун, црни и бели лук, прази лук, шаргарепа, целер, цвекла, рен, спанаћ, салата, ротквице, тикве, краставци, боб итд.
Цветне врсте: босиљак, ђурђевак, георгина, гладиола, божур, каранфил, рузмарин, мушкатла, здравац, лала, зумбул, шебој, хортензија, више брста ружа, шимшир, невен, нарцис и др.ј
Лековите биљке: боквица, босиљак, бурјан, водопија (жентрга), дивизма, русам дивља јагода, купинаа, коприва, маслачак, кантарион, плени, копитњак, хадучка трава, мајчина душица, троскот, зова, чуваркућа, пиревина, раставић, нана и др.
Коровске биљке: паламида, грахорица, бучја јабучица, пепељуга, махарика, махар (мувар), кукута, репушина, мишјакина, љутић, попонац, боца, кукурек и др.
Печурке гљиве: вргањ, млечњајка, лисиларка и пухара.

## Животињски свет
У планинском делу: лисица, јазавац, зец, јеж, корњача, змија. срна. Раније је било и вукова.
Од птица ту су: орао, соко, буљина, кобац, кукавица, жуна, сојка, грлица, штиглица, сеница и др.
У равновачком делу: зец, ласица, миш, пацов, веверица, кртица, жаба, гуштер, змија, слепо куче и др.
Од птица: врана, чавка, сврака, славуј, врабац, врга, ћук, шева, кос, слепи миш, фазан, а преко лета ластавица и рода.
Инсекти: мрави, скакавци, попци, стршљенови, осе, муве, гундељи, коноштипи, комарци, кромпирова златица, паукови, смрди буба, бубамара, свитац, репина пипа, рутава буба, крпељ, котрљан и др. Од гмираваца највише има гуштера, змоја, пужева и глиста. Белушке, шарке, поскоци и смукови су врсе змија које се могу срести у брду и равници.
Домаће животиње: говеда, коњи, овце, свиње, козе затим живина: кокошке, пловке (шотке), ћурке и гуске. Пчеле се сада гаје у кошницама, а раније у трмкама.